# Проестев, Степан Матвеевич
Степан Матвеевич Проестев — воевода, наместник, посол, думный дворянин и окольничий во времена правления Михаила Фёдоровича и Алексея Михайловича.
Родоначальником дворянского рода Проестевых считают упоминаемого в летописи под 1367 годом воеводу Дмитрия Минича, посланного великим князем Дмитрием Донским против Ольгерда, вел. кн. Литовского, вместе с Акинфом Федоровичем Шубою, воеводою Владимира Андреевича, удельного князя Серпуховского. Позднее, при великом князе Василии I Дмитриевиче, Дмитрий Минич был боярином этого князя. Потомком Дмитрия Минича и предком Степана Матвеевича был Давыд Григорьевич, имевший прозвище «Проесть», который дал своему потомству фамилию. Давид Григорьевич (ум. 1634) был ловчим великого князя Василия III Иоанновича, в 1609—1610 году участвовал в походе этого князя к Новгороду, окончившемся подчинением Пскова.
Матвей Проестев Меньшой, отец Степана Матвеевича, был уже простым городовым дворянином и служил по городу Дмитрову.

## Биография

### Служба Михаилу Фёдоровичу
В 1613 году Степан Матвеевич Проестев, в звании стольника, подписался под грамотой об избрании на царство Михаила Феодоровича.
В 1614 году четвёртый рында.
В 1616 году отправлен с царской грамотой (об уплате на ратных людей и другие военные расходы) к купцам Строгановым.
В 1617-1619 назначен воеводою в Оскол, в феврале 1619 году отозван и назначен судьею в Земский Приказ, где оставался до 1634 года.
В 1622 году указано было ему со стольником кн. Вас. Петр. Ахамашуковым-Черкасским и другими послами отправиться на съезд с польскими комиссарами в г. Вязьму, на литовскую границу «для всяких росправных дел и для межевания». Съезд этот, как известно, остался безрезультатным.
В 1627-1629 годах в Боярской книге показан московским дворянином, а в 1629-1640 годах уже окольничим, что расходится с пожалованием в окольничие в 1635 году.
В 1634 году, 11-го января, указано было Проестеву, с титулом Наместника Шатцкого, вместе с окольничим князем      А. М. Львовым и др. отправиться на польский пограничный съезд с польскими комиссарами «для мирного постановления». 30-го марта послы двинулись на границу, а 12-го апреля (22-го апреля по новому стилю) составили запись, чтобы съезд состоялся на p. Поляновке, в селе Семлеве. 4-го (14-го) июня 1634 года заключен был и самый «вечный мир», носящий в истории имя «Поляновского мира». По условию договора царь Михаил Фёдорович был признан царём со стороны Речи Посполитой. Русские за это в свою очередь должны были уступить несколько своих городов, и решена была посылка в 5 пограничных мест межевых судей для размежения новых границ (последнее, однако, не удалось выполнить). Кроме того, были и другие, менее важные условия. По возвращении вскоре в Москву, Проестев и другие члены посольства были приглашены 5-го июня 1634 года к государеву столу, а после стола получили награды за посольскую службу, причем Проестеву было пожаловано: «шуба атлас золотной на соболях в 130 рублей, кубок серебрян вызолочен… да к прежнему окладу придачи 60 рублей, да вотчины 600 четвертей». Кроме того, Проестев был пожалован в «думные дворяне». В августе этого же года Проестев снова был в Земском Приказе. 24-го октября 1634 года вышел указ думному дворянину Проестеву быть в посольстве с другими послами к литовскому и польскому королю Владиславу для ратификации Поляновского договора. Кроме того, послы должны были добиться получения назад грамоты договора об избрании королевича Владислава на царство, которая была выдана боярами гетману Жолкевскому и, таким образом, находилась в Польше, да еще просить отдать тело царя Вас. Ив. Шуйского.
Послы отправились, однако, только в январе 1635 года. Ратификация была заключена, тело царя Шуйского выдано, в выдаче же избирательной грамоты отказано. 1-го июня 1635 года навстречу послам, возвращавшимся уже с ратификацией договора, Государь послал в Можайск стольника Василия Григорьевича Ляпунова «с государевым жалованием и о здоровье спросить». Вскоре по возвращении в Москву, 19-го июля того же (1635) года, за посольскую службу Проестев из думных дворян пожалован в окольничие. По обычаю послы были приглашены к государеву столу, а по окончании стола были награждены, причем Проестеву была дана «шуба 190 рублей, да кубок, да придачи 70 рублей».
В феврале 1638 года Проестев послан был опять в посольство к королю Владиславу — на этот раз во главе посольства — с дьяком Гаврилой Леонтьевым и дворянами. Посольство было отправлено под предлогом поздравления короля со вступлением в брак, но главною целью его было просить «наказать пишущих неисправно государев титул, просить помощи войском против татар, просить возвращения взятых в Москве церковных вещей и жаловаться на межевых судей». Послы повезли с собою подарок для короля и королевы: первому — «братину золотую с кровлей, яхонтами, лалами, изумрудом и жемчугом, ценою в 2000 рублей, четыре сорока соболей на 1500 рублей, да два соболя живых»; королеве — «золотой окладень с дорогими каменьями, ценою в 600 рублей, три сорока соболей на 935 рублей, да два соболя живых». Посольству даны были точные обо всем инструкции. Несмотря на то, что дары милостиво были приняты, и с послами обошлись очень хорошо (даже король присылал звать послов во дворец «смотреть комедии»), однако успешных результатов послы не достигли и возвратились домой в июле 1638 года.
В 1639 году, 22-го сентября, окольничему С.М. Проестеву указано было отправиться на Валуйку для размена пленных.
С 27 ноября 1640 по 1641 год велено было ему быть в приказе Большого Прихода. В 1640 году местничал с князем Фёдором Фёдоровичем Волконским, но царским указом было объявлено быть без мест.
В 1642 году, 12-го апреля, С.М. Проестеву указано было идти в посольстве в Данию. Послы получили наказ «большой» об обновлении дружбы и об утверждении прежнего мирного с Данией договора, да кроме того еще «тайный» наказ, в котором велено было завести сватовство царевны Ирины Михаиловны с королевичем датским Вольдемаром Христианом, графом Шлезвиг-Голштинским. Непременным условием было поставлено, чтобы король отпустил сына в Россию, и чтобы королевич принял православие в Москве, кроме того, велено отвезти подарки королевичу. «В запас» велено было отпустить послам соболей на 2000 рублей, но запас велено расходовать с расчетом, не расходуя понапрасну: «искрепка, без чего нельзя быть, чтобы государское дело совершать добром». 17-го мая 1642 года послы двинулись из Москвы, 18-го июля прибыли в Копенгаген, а 27-го были приняты королем и 2-го августа снова были приняты на отпуске. Дело по первому, «большому» наказу не состоялось, потому что никак не могли договориться, чье имя писать раньше, государя или короля. Обе стороны не уступали. «Этому делу по вашей мере», сказал канцлер Дании, «не быть, государь наш во всей Европе никакому Государю своей чести не уступит, и такою дорогою ценою ни у которого государя дружбы купить не хочет». Неудача постигла посольство и в исполнении второго, «тайного» наказа: ближние королевские люди и слушать не хотели о сватовстве, когда узнали, что одним из условий было принятие православия. Король сказал при отпуске, что он благодарит Государя за честь, оказанную сыну, но признает заключение брака невозможным из-за вопроса о вере.
Королевич же, не бывший во время переговоров в Копенгагене и только что прибывший, принял очень радушно послов, благодаря за подарки, но заявил, что в вопросе этом всецело полагается на волю отца. Ничего не достигнув по тому и другому наказу, послы 8-го августа сели на корабль в Копенгагене, двинулись на Ригу, 5-го сентября были во Пскове, а 27-го сентября в Москве, и подали Государю ответную грамоту (от 2-го августа, т. е. в день отпуска). В Москве их встретили неблагосклонно: на послов была наложена государева опала, так как Государь сильно желал этого брака для своей дочери, и неудача его огорчила. Послов обвиняли, что они, вопреки наказу, «услыхавши первый отказ, сейчас же уехали», что «им велено было из Копенгагена обсылаться с Государем, они же не обсылались», что они «с ближними королевскими людьми говорили самыми короткими словами, что к делу не пристало, многих самых надобных дел не говорили и Государевым делом не промышляли и ближним королевским людем во многих статьях против их речей были безответны», к тому же «для государева дела послана была с ними казна, соболи, давать было что, а они соболя раздавали для своей чести, а не для государева дела».
В декабре 1644 года Проестеву велено было отправиться с дьяком Калл. Акинфиевым на Валуйку для размена пленных, как в 1639 году. Кроме того, поручено было им проводить до Валуйки отъезжавшего из Москвы Турецкого посла.

#### Служба Алексею Михайловичу
В 1645 году, 30-го ноября, были назначены в Польшу великие и полномочные послы боярин Вас. И. Стрешнев, окольничий Проестев с прочими членами посольства к королю Владиславу для поздравления короля с новым браком на Людовике-Марии Мантуанской и для окончательной ратификации Поляновского договора. Отправившись 6-го января 1646 года, они прибыли в Варшаву и 10-го мая были приняты королем, несмотря на его болезнь, заставившую его принять послов лежа в постели. Когда король, лежавший в постели, «против государева имени» не встал, то послы, боясь умаления государевой чести и думая, не скрывается ли здесь какой-нибудь хитрости, выразили протест, и много надо было потратить королю усилий, чтобы убедить их в искренности. После приема у короля послы были на приеме и у молодой королевы. 16-го апреля 1646 года, выполнив главное поручение, они разменялись ратификациями. Кроме того, послам удалось договориться и по другим вопросам: о содержании под стражей самозванца Лубы, о потере договора Жолкевского, о наказании неправильно прописывающих государев титул, о межевых судьях, о путивльских городищах, об обидах россиянам от поляков, о перебежчиках, о выходцах и о союзе против Крыма.
В 1648 г. (16-го января) он был на свадьбе царя Алексея Михайловича в числе тех лиц, которые «пред государя ходили». В том же году, 23-го декабря, указано было ему быть во Владимирском Судном приказе с бояриным и князем Бор. Алекс. Репниным.
Скончался Проестев 17 марта 1651 года, в преклонных годах, пострижен в монашество с именем Сергий.

## Оценка личности
Проестев был одним из известных деятелей своего времени и принимал постоянное участие в дипломатической и придворной жизни. Многократно он правил посольства, заседал при «ответе» послов иноземных у бояр и бывал при переговорах, «объявлял» почти всегда иностранных послов при приеме их у Государя. Во время отлучек Государя из Москвы в походы на богомолье, он был неоднократно оставляем с другими сановниками в Москве для бережения и сопровождал также Государя, а во время торжественных царских обедов почти постоянно бывал в числе лиц, «приглашенных к столу» — во всяком случае наибольшее число раз сравнительно с другими, даже более знатными лицами.

## Семья
Отец  — Проестев Матвей Павлович († 1597).
Мать — Мавра Ивановна (урожденная Кикина) († 1586). Родители похоронены в Пафнутьевом Боровском монастыре.
От брака с Агафьей Владимировной имел детей:
- Проестев Иван Степанович — в 1625 году в числе стольников, которые во время государева стола, данного в честь посла кизильбашского Русам-Бека, «пить носили в кривой стол», где сидел посол. Скончался 27 июля 1633 года, похоронен 12 декабря того же года в Пафнутьевом Боровском монастыре[7].

История села Березки (Сергиевское), гласит, что Проестев имел дочь, чьим мужем был Великогагин, Даниил Степанович, получивший село от Проестева за женой.